# Операција Дрина
Операција Дрина је кодни назив за операцију Војске Републике Српске у зиму 1993. године чији је циљ био сламање Другог корпуса АРБиХ. Дрина 93 је обухватала низ мањих операција на оловском, тешањском, теочанском и бихаћком правцу.

## Увод
С обзиром да су другу годину рата у БиХ обележили, са једне стране, ескалација Муслиманско-хрватског сукоба, а са друге стране, низ победа Војске Републике Српске, војно и политичко руководство Републике Српске доноси одлуку о покретању офанзиве ширих размера у циљу сламања АРБиХ и окончања рата. Темељна претпоставка Главног штаба Војске Републике Српске била је да су снаге АРБиХ (најпре Трећи (Зеница) и Четврти корпус (Мостар), то јест, корпуси који су поднели највећи терет рата са ХВО) изнурене и истрошене, те да главнина преосталих снага АРБиХ лежи у Другом корпусу (Тузла). План операције је предвиђао изолацију и слабљење Другог корпуса АРБиХ кроз спајање Возуће и места Олово, чиме би се тај корпус нашао у потпуном окружењу и одсечен од Сарајева и Зенице. Истовременим ударима на теочански и тешањски џеп, Други корпус би био стављен под притисак на више праваца. Као додатак главном напору ВРС, предвиђено је и заузимање железничких и путних праваца на реци Уни код Бихаћа.

## Оловска операција
Друга романијска и Илијашка бригада ВРС држале су линије спрам Олова у склопу редовних дужности. У самој операцији ове бригаде су учествовале у заштити бокова напада, као и преко одабраних јуришних јединица. Језгро нападачких јединица чинили су по један батаљон из 1. гмтбр, 6. санске, 11. мркоњићке, 43. приједорске, мешовита бригада из Херцеговачког корпуса, већи део 65. змтп, као и делови Специјалне бригаде полиције. За напад је свеукупно било предвиђено око 10.000 бораца, с тим што се операција изводила у више таласа, те је у просеку по нападу било око 2.000 бораца. АРБиХ је на располагању имала 1. оловску и 126. брдску бригаду, које су и иначе држале сектор око Олова; у току трајање операције, Други и Шести корпус АРБиХ појачале су линије одбране са више тактичких група из 1. и 2. тузланске, 109. добојске, 111. грачаничке, 117. лукавачке бригаде и из рејона Високог. Са тим појачањима су снаге АРБиХ нарасле на око 12.000 војника.
Операција је почела 8. новембра нападима на прилазе Олову. Упркос мањим тактичким успесима, ВРС није успео да пробије одбрану АРБиХ. 13. јануара херцеговачка мешовита бригада (по један мешовити батаљон из билећке, гатачке и невесињске бригаде) пробија линије одбране АРБиХ и заузима место Крушево, дошавши на три километра од Олова. Додатна појачања АРБиХ из 1., 3. и 2. корпуса заустављају даље напредовање, и крајем јануара команда ВРС отказује операцију. Приликом пада Крушева погинуо је командант Оловске бригаде АРБиХ, Сенахид Болић Боло.

## Тешањска операција
На покушају затварања тешањског џепа учествовали су заједно ВРС и ХВО Жепче. Операцију је водио пуковник Владимир Арсић, заповедник 9. оперативне групе (у саставу Првог крајишког корпуса). На југозападном правцу наступали су 27. дервентска бригада, делови 2. оклопне бригаде, 4. батаљон 43. приједорске бригаде, као и пар батаљона из лаких пешадијских бригада који су држали фронт према џепу (1. теслићка и 1. прњаворска бригада); ХВО Жепче је учествовао са једном бригадом и специјалним батаљоном „Андрија Тадић“. Ватрену и бочну подршку пружала је 6. тактичка група Озрен. У нападу је свеукупно учествовало око 4.000 – 5.000 на страни ВРС и 1.000 – 2.000 на страни ХВО. На страни АРБиХ, напад су примиле 201. маглајска и 204. теслићка бригада; свеукупно 4.500. На северозападном правцу 9. оперативна група је разместила 16. крајишку бригада, и делове 1. теслићке, 1. крњинске и градишћанске бригаде. Као и на јужном правцу, ВРС је имао на располагању 4.000 – 5.000 бораца. 110. усорска бригада ХВО и 207. усорска бригада АРБиХ држале су положаје на том правцу (укупно 5.000 војника); резерве АРБиХ у тешањском џепу биле су 202. тешањска и 203. добојска бригада АРБиХ.
Напад на јужном правцу је отпочео прве недеље децембра, са тежиштем на комуникацији Тешањ – Маглај. Иако су снаге ВРС пресекле пут Тешањ – Маглај и постигле низ мањих тактичких успеха, до већих помака није дошло, те ВРС прекида операцију 1. јануара.
Две недеље по завршетку напада на првом правцу, ВРС покреће офанзиву из правца Добоја и северозападних прилаза тешањском џепу. Напредовање је текло споро, те офанзива убрзано посустаје; ВРС и формално зауставља операцију до средине марта.

## Теочанска операција
Циљ операције био је овладавање бране хидроелектране Угљевик на реци Сапни. Будући да се брана налазила у теочанском џепу, њеним заузимањем би се урушио и сам џеп. Операција је имала назив Кладањ 93 (у бошњачким изворима се може наћи погрешно име „Семинар 93" за ову операцију). Операцију је водио пуковник Новица Симић, заповедник Источнобосанског корпуса. Јединице распоређене за напад биле су 1. мајевичка и 2. мајевичка бригада (које су и иначе држале положаје према Теочку), зворничка бригада (такође линијска јединица у овом сектору), Гарда Пантери и бијељински одред Специјалне полиције. Свеукупно, ВРС је имао на располагању око 5.000 бораца. Главнину снага одбране АРБиХ чиниле су 1. теочанска и 206. зворничка бригада, потпомогнуте деловима независног батаљона „Црни вукови“ и диверзантском четом „Живиничке Осе“. Све заједно, АРБиХ је имала око 4.000 војника.
Напад је почео 20. новембра када су снаге ВРС из правца Зворника и места Прибој клештастим маневром удариле на линију одбране АРБиХ. У прво време постигнути су мањи тактички успеси, али језгро АРБиХ није било избачено из строја. До краја децембра АРБиХ у контранападима враћа изгубљене положаје, а ВРС прекида операцију.

## Бихаћка операција
Циљ ВРС у овој операцији био је да осигура десну страну реке Уне у захвату Бихаћа, како би овладао железничком пругом која спаја Бању Луку са Книном. Операцију је водио генерал-мајор Грујо Борић, командант Другог крајишког корпуса. Бројчану окосницу чиниле су четири секторске лаке пешадијске бригаде Другог крајишког корпуса, 17. кључка, 15. бихаћка, 3. петровачка и 1. дрварска бригада. У шпицу напада, ВРС је ангажовао приједорски и бањалучки одред Специјалне полиције, те један батаљон 6. санске бригаде. Ватрену подршку су пружали 2. мешовити артиљеријски пук и један самостални оклопни батаљон, док су бокове штитили 11. крупска бригада и 103. лака бригада СВК. Свеукупно, ВРС је имао на располагању 5.000 бораца.
На страни АРБиХ, 5. корпус је имао на располагању батаљоне 501. и 502. бихаћке, 503. цазинске, 1. босанске ослободилачке и 101. ХВО бригаде; све заједно, 4.000 – 5.000.
ВРС је напад почела шестог фебруара. После пар дана борби, снаге генерала Борића су овладале најважнијим котама на десној страни Уне. Наредних дана, међутим, 5. корпус АРБиХ враћа изгубљене положаје. Упркос овом узмаку, снаге генерала Борића поново заузимају тактички важне коте, да би их, на концу, поново изгубиле услед противнапада 5. корпуса. Операције је обустављена крајем фебруара.